# فانجري (بفانجب)
فانجري (بالإنجليزية: Vanjari, Punjab)‏ هي منطقة سكنية تقع في باكستان في Mianwali District.